# Arcadie Rusu
Arcadie Rusu (Chișinău, 28 giugno 1993) è un calciatore moldavo, difensore del Lichtenauer.

## Palmarès

### Competizioni nazionali
- Coppa di Moldavia: 1

Petrocub Hîncești: 2019-2020